# Castelnau-Magnoac
Castelnau-Magnoac è un comune francese di 788 abitanti situato nel dipartimento degli Alti Pirenei nella regione dell'Occitania.

## Società

### Evoluzione demografica
Abitanti censiti